# Cafés Baqué (equip ciclista)
El Cafés Baqué és un equip ciclista amateur basc que competí professionalment entre el 2003 i 2004. Fundat el 1978 per Juan María Balier, actualment és un dels equips ciclistes més veterans d'Europa
El seu patrocinador principal és l'empresa cafetera Baqué.
Els seus èxits professionals més importants els va aconseguir a la Volta a Espanya amb la victòria d'una etapa per part de Félix Cárdenas i la victòria a la Classificació de la muntanya de 2003 i 2004

## Classificacions UCI
Fins al 1998 els equips ciclistes es trobaven classificats dins l'UCI en una única categoria. El 1999 la classificació UCI per equips es dividí entre GSI, GSII i GSIII. D'acord amb aquesta classificació els Grups Esportius I són la primera categoria dels equips ciclistes professionals. La següent classificació estableix la posició de l'equip en finalitzar la temporada.
| Temporada | Classificació per equips | Millor ciclista en la classificació individual |
| --------- | ------------------------ | ---------------------------------------------- |
| 2003      | 10è (GSII)               | Félix Cárdenas (41è)                           |
| 2004      | 8è (GSII)                | Félix Cárdenas (124è)                          |